# Zamulińce
 Zamulińce (ukr. Замулинці) – wieś na Ukrainie, w obwodzie iwanofrankiwskim, w rejonie kołomyjskim.
W II Rzeczypospolitej wieś w powiecie kołomyjskim województwa stanisławowskiego. W nocy z 11 na 12 kwietnia 1944 nacjonaliści ukraińscy z OUN-UPA zamordowali tutaj 15 Polaków.
Znajduje się tu przystanek kolejowy Zamulińce, położony na linii Lwów – Czerniowce.